# Борбено возило пешадије
Борбено возило пешадије (БВП) је врста борбеног оклопног возила које служи да уведе пешадију у борбу и да јој пружи ватрену подршку.

## Историја
Борбена возила пешадије су слична борбеним оклопним возилима (БОВ), која су развијена за пренос између пет и десет војника са опремом. Разликују се од њих по јачем наоружању које им омогућава давање директне ватрене подршке пешадији, као и по отворима за гађање који омогућавају војницима да дејствују из сигурности возила својим личним наоружањем, и најчешће по унапређеном оклопу. Типично су опремљена топом од 20 до 40 мм калибра, митраљезима калибра 7,62 mm а понекад и противоклопним или противваздушним ракетама и другим ПВО системима. Борбена возила пешадије су обично на гусеницама, мада могу бити и на точковима. Слабије су наоружана и оклопљена од тенкова.
Када је Совјетски Савез 1967. године представио прво овакво возило, БМП-1, међу западним војним стручњацима је дошло до великог изненађења. Возило је имало изузетно низак профил и било је наоружано топом калибра од чак 73 mm и противоклопним ракетама 9М14 Маљутка. Предњи оклоп је био веома закошен, тако да је пружао прилично добру заштиту посаде и путника од зрна калибра 12,7 mm, док је његово наоружање угрожавало чак и тенкове. Овај модел представља значајну прекретницу у теорији оклопног ратовања и након њега скоро све армије света напуштају концепт оклопног транспортера и започињу развој борбених возила пешадије.

## Примена
У савременим сукобима између неједнаких сила, у локалним кризама и градским борбама, важност борбених возила пешадије је данас већа него икада раније. Оваква возила пружају компромисно решење што се тиче покретљивости, заштите и наоружања. Ефикасна су у борбама високог и ниског интензитета и у одржавању мира. Већина борбених возила пешадије су амфибијска и преносива авионом. Најчешће су на гусеницама, али могу бити и на точковима.
Оба типа борбених возила, и на гусеницама и на точковима, имају својих предности и недостатака. Типови на точковима су знатно мобилнији и могу путовати стотинама километара без потребе да се транспортују возом или камионима, као што уобичајено за типове на гусеницама. Поред тога, троше и знатно мање горива. Гусенице захтевају редовно одржавање, замену појединих оштећених сегмената, након извесног времена и потпуну замену, а веома је битно непоменути и да оштећују путеве брже од точкова. Савремени системи централне регулације притиска ваздуха омогућавају борбеним возилима на точковима кретање чак и са пробушеним гумама а тиме и самостално извлачење, док је типовима са гусеницама у случају кидања гусенице неопходно друго возило за извлачење. Са друге стране гусенице представљају знатну предност у борбеним дејствима, јер ни системи одржавања притиска у гумама у појединим ситуацијама нису ефикасни. Гусенице не могу се пробушити као гума, а пружају и знатно већу покретљивост по неравном терену, блату, снегу и растреситим подлогама од возила на точковима, јер распоређују тежину возила на знатно већу површину.

## Примери
- БМП-1 је совјетско амфибијско гусеничарско борбено возило пешадије, конструисано 1960, а представљено 1967. године. У историјском смислу БМП-1 представља важну прекретницу у преласку са концепта оклопног транспортера на концепт борбеног возила пешадије и може се сматрати родоначелником ове врсте оклопних возила.
- AMX-10P је француско борбено возило пешадије. Развој овог модела је започео након 1965, а први прототипови су завршени 1968. Возило је амфибијско са хидромлазним моторима за кретање у води, а поседује и АБХО заштиту.
- БВП М-80 је амфибијско борбено возило пешадије, развијено и произведено у бившој Југославији. Иако се често сматра за верзију БМП-1, пројектовано је и развијено потпуно независно и представља наставак развоја оклопног транспортера М-60П у складу са тадашњим техничко - тактичким захтевима. Развој овог модела је започет 1969, а серијска производња 1979. Данас се налази у наоружању војски Србије, Хрватске, Словеније и других бивших југословенских република.
- Бионикс је борбено возило пешадије развијено за потребе сингапурске војске или АСЦОД који је настао заједничком сарадњом неколико шпанских и аустријских предузећа.
- Страјкер је савремено борбено возило Армије САД са осам точкова,[1] развијено на основу канадског LAV III. Има погон на четири точка (8x4) који се може редуковати на погон на свим точковима (8x8).[2]
- Лазар БВТ је савремено вишенаменско борбено возило Војске Србије са осам точкова, које је 2008. развило предузеће Југоимпорт-СДПР. Одликују га висока мобилност, модуларност, добра оклопна заштита, као и интегрисана заштита од мина.[3]